# The Midsummer Marriage
The Midsummer Marriage (Midsommarbröllopet) är en opera i tre akter med musik och text av Michael Tippett från 1955.

## Historia
The Midsummer Marriage var Tippetts första försök inom operagenren. Ursprungligen hade Tippett tänkt sig att använda T.S. Eliot dikt Det öde landet som underlag för ett libretto och han brevväxlade med Eliot men denne var inte intresserad. Karaktären Sosostris är uppkallad efter "Madame Sosostris, den berömda klärvoajanten" i Eliots vers, och King Fishers namn är inspirerat av Fisher King som nämns i samma dikt. Operans uppbyggnad håller sig till traditionella strukturer. Baletten har en viktig uppgift. Den skall skapa övergångarna mellan det verkliga och det övernaturliga. Det handlar här om erfarenheter i det undermedvetna, enligt tonsättarens tes om att människan måste lära känna sig själv, om hon vill kunna bemästra sina personliga problem och de problem som uppstår i den sociala omgivningen. Operan uruppfördes 27 januari 1955 på Covent Garden i London med John Pritchard som dirigent och Joan Sutherland i rollen som Jenifer. Dansavsnitten koreograferades av John Cranko. Mottagandet blev nedgörande och framförallt kritiserades texten såsom "meningslös", "amatörmäsig" eller "absurt självupptagen". Efter att ha till en början stött på vissa svårigheter, lyckades operan till slut etablera sig i repertoaren och dess attraktion kommer till stor del från det starka uttrycket i den i allra högsta grad lyriska musiken.
Svensk premiär den 8 februari 1982 framförd av SMDE (Stockholms Musikdramatiska Ensemble) på Cirkus, Stockholm med titeln Bröllop på Cirkus.

### Enjungianskopera
Tippett arbetade med tonsättningen av operan från 1946 till 1953, och utgångspunkten var en vision. Enligt Tippett själv såg han framför sig bilden av en vek ung man som avvisades av en kylig och hård ung kvinna. Här har in enligt med Carl Gustav Jungs lära om kollektiva omedvetna och magiska arketyper - anima (feminin) och animus (maskulin) - våldet tagit makten. Flickan blev högfärdig, steg uppåt och försvann i himmelen, medan pojken som besegrades av kvinnan, sjönk ned i helvetet. Men det stod klart att båda skulle dyka upp på nytt.

## Personer
- Mark, en ung man av okänd härkomst (tenor)
- Jenifer, hans brud (sopran)
- King Fisher, Jenifers far (baryton)
- Bella, King Fishers sekreterare (sopran)
- Jack, Bellas vän, mekaniker (tenor)
- Sosostris, spådam (alt)
- Prästen och prästinnan i Åldringarnas tempel (bas och mezzosopran)
- En berusad man (bas)
- En dansare (tenor)
- Strephon (dansroll)
- Mark och Jenifers vänner (kör)
- Dansare i åldringarnas följe (balett)

## Handling
Tempelruiner i en skogsglänta, samtid.

### Akt I
Mark och Jenifer vill gifta sig, men upptäcker på bröllopsdagens morgon att de varken känner varandra eller sig själva. De beger sig till Åldringarnas tempel. Jenifer vill ge sig hän åt det andliga och försvinner via en tempeltrappa mot himmelen. Mark som känner sig dragen till det sinnliga och sexuella, stiger ned i en tempelkrypta. Åldringarna låter Jenifer och Mark byta plats.

### Akt II
Även sekreteraren Bela och mekanikern Jack vill gifta sig. Åldringarna demonstrerar för dem den okontrollerade sexualitetens faror.

### Akt III
King Fisher vill förhindra att dottern gifter sig med en fattig man. Trots åldringarnas varningar blandar han sig i initiationsskeendet, vilket leder till hans död. Hans offer blir till en garanti för en lycklig återförening av Mark och Jenifer, som har lärt känna och accepterat sig själva och sin önskan och längtan att lära känna varandra.

## Diskografi (urval)
- The Midsummer Marriage . Alberto Remedios, Joan Carlyle, Raimund Herincx, Elizabeth Harwood, Stuart Burrows, Helen Watts, Stafford Dean, Elizabeth Bainbridge, David Whelan, Andrew Daniels. Royal Opera House Covent Garden Orchestra. Colin Davis, dirigent. Lyrita SRCD 2217. 2 CD.[1]